# Zasupoiivka, Iahotîn
Zasupoiivka (în ucraineană Засупоївка) este localitatea de reședință a comunei Zasupoiivka din raionul Iahotîn, regiunea Kiev, Ucraina.

## Demografie
Componența lingvistică a localității Zasupoiivka
     Ucraineană (96,03%)
     Rusă (3,7%)
     Alte limbi (0,26%)
Conform recensământului din 2001, majoritatea populației localității Zasupoiivka era vorbitoare de ucraineană (96,03%), existând în minoritate și vorbitori de rusă (3,7%).